# Discografia di Agnetha Fältskog
La discografia di Agnetha Fältskog, cantautrice pop svedese, contiene i dischi pubblicati a partire dal 1968 in svedese, inglese e tedesco. Comprende 13 album, 55 singoli e oltre 10 raccolte.

## Album

### Album in studio in svedese
| Anno                                           | Titolo                                                                                           | Classifiche | Certificazioni |
| Anno                                           | Titolo                                                                                           | SVE         | Certificazioni |
| ---------------------------------------------- | ------------------------------------------------------------------------------------------------ | ----------- | -------------- |
| 1968                                           | Agnetha Fältskog - Pubblicato: dicembre 1968 - Etichetta: Cupol                                  | —           |                |
| 1969                                           | Agnetha Fältskog vol. 2 - Pubblicato: novembre 1969 - Etichetta: Cupol                           | —           |                |
| 1970                                           | Som jag är - Pubblicato: ottobre 1970 - Etichetta: Cupol                                         | 54          |                |
| 1971                                           | När en vacker tanke blir en sång - Pubblicato: novembre 1971 - Etichetta: CBS Cupol              | —           |                |
| 1975                                           | Elva kvinnor i ett hus - Pubblicato: 1º dicembre 1975 - Eitchetta: Polar Music                   | 11          | - SVE: Oro     |
| 1981                                           | Nu tändas tusen juleljus (con Linda Ulvaeus) - Pubblicato: ottobre 1981 - Etichetta: Polar Music | 6           |                |
| 1987                                           | Kom följ med i vår karusell - Pubblicato: 1987 - Etichetta: WEA                                  | —           |                |
| "—" indica una pubblicazione non classificata. |                                                                                                  |             |                |

### Album in studio in inglese
| Anno                                                                          | Titolo                                                                         | Classifiche | Classifiche | Classifiche | Classifiche | Classifiche | Classifiche | Classifiche | Classifiche | Classifiche | Classifiche | Classifiche | Classifiche | Classifiche | Classifiche | Certificazioni                             |
| Anno                                                                          | Titolo                                                                         | SVE         | AUS         | AUT         | BEL         | DAN         | FIN         | GER         | IRL         | NLD         | NOR         | NZL         | SWI         | UK          | USA         | Certificazioni                             |
| ----------------------------------------------------------------------------- | ------------------------------------------------------------------------------ | ----------- | ----------- | ----------- | ----------- | ----------- | ----------- | ----------- | ----------- | ----------- | ----------- | ----------- | ----------- | ----------- | ----------- | ------------------------------------------ |
| 1983                                                                          | Wrap Your Arms Around Me - Pubblicato: 31 maggio 1983 - Etichetta: Polar Music | 1           | 49          | —           | —           | —           | 2           | 13          | —           | 4           | 1           | —           | —           | 18          | 102         | - SVE: 3x Platino - FIN: Oro - NED: Oro    |
| 1985                                                                          | Eyes of a Woman - Pubblicato: marzo 1985 - Etichetta: Polar Music              | 2           | —           | —           | —           | —           | —           | 30          | —           | 19          | 14          | —           | —           | 38          | —           | - SVE: Platino                             |
| 1987                                                                          | I Stand Alone - Pubblicato: 9 novembre 1987 - Etichetta: WEA                   | 1           | 96          | —           | —           | —           | —           | 47          | —           | 19          | 15          | —           | —           | 72          | —           | - SVE: 2x Platino                          |
| 2004                                                                          | My Colouring Book - Pubblicato: 19 aprile 2004 - Etichetta: WEA                | 1           | 50          | 25          | 38          | 5           | 2           | 6           | 57          | 11          | 25          | —           | 17          | 12          | —           | - FIN: Oro - SVE: Platino - UK: Argento    |
| 2013                                                                          | A - Pubblicato: 10 maggio 2013 - Eitchetta: Universal                          | 2           | 3           | 2           | 6           | 2           | 15          | 3           | 18          | 5           | 3           | 27          | 2           | 6           | 186         | - AUS: Oro - GER: Oro - SVE: Oro - UK: Oro |
| "—" indica una pubblicazione non classificata o non pubblicata in quel Paese. |                                                                                |             |             |             |             |             |             |             |             |             |             |             |             |             |             |                                            |

#### Riedizioni
| Anno                                                                          | Titolo                                                              | Classifiche | Classifiche | Classifiche | Classifiche | Classifiche | Classifiche | Classifiche | Classifiche | Classifiche | Classifiche | Classifiche | Classifiche | Classifiche | Classifiche | Certificazioni |
| Anno                                                                          | Titolo                                                              | SVE         | AUS         | AUT         | BEL         | DAN         | FIN         | GER         | IRL         | NLD         | NOR         | NZL         | SWI         | UK          | USA         | Certificazioni |
| ----------------------------------------------------------------------------- | ------------------------------------------------------------------- | ----------- | ----------- | ----------- | ----------- | ----------- | ----------- | ----------- | ----------- | ----------- | ----------- | ----------- | ----------- | ----------- | ----------- | -------------- |
| 2023                                                                          | A+ - Pubblicato: 13 ottobre 2023 - Etichetta: BMG Rights Management | 8           | 94          | 6           | 10          | —           | —           | 5           | —           | 9           | —           | —           | 3           | 48          | —           |                |
| "—" indica una pubblicazione non classificata o non pubblicata in quel Paese. |                                                                     |             |             |             |             |             |             |             |             |             |             |             |             |             |             |                |

### Raccolte
| Anno                                           | Titolo                                                                         | Classifiche | Certificazioni |
| Anno                                           | Titolo                                                                         | SWE         | Certificazioni |
| ---------------------------------------------- | ------------------------------------------------------------------------------ | ----------- | -------------- |
| 1973                                           | Agnetha Fältskogs bästa - Pubblicato: 1973 - Etichetta: CBS Cupol              | —           |                |
| 1979                                           | Tio år med Agnetha - Pubblicato: ottobre 1979 - Etichetta: CBS Cupol           | 32          |                |
| 1985                                           | Teamtoppen 1 - Pubblicato: 1985 - Etichetta: Marian                            | —           |                |
| 1986                                           | Sjung denna sång - Pubblicato: 1986 - Etichetta: CBS Cupol                     | —           |                |
| 1994                                           | Geh' Mit Gott - Pubblicato: 1994 - Etichetta: Royal Records International      | —           |                |
| 1996                                           | My Love, My Life - Pubblicato: 13 settembre 1996 - Etichetta: Columbia Records | 21          |                |
| 1998                                           | Agnetha Fältskogs svensktoppar - Pubblicato: 1998 - Etichetta: Sony            | —           |                |
| 1998                                           | That's Me - Pubblicato: 3 giugno 1998 - Etichetta: Polar Music, Universal      | —           |                |
| 2004                                           | De första åren - Pubblicato: 21 dicembre 2004 - Etichetta: Sony                | —           |                |
| 2008                                           | My Very Best - Pubblicato: 8 ottobre 2008 - Etichetta: Sony                    | 4           | - SVE: Oro     |
| "—" indica una pubblicazione non classificata. |                                                                                |             |                |

## Singoli

### Singoli in svedese
| Anno | Titolo                                                       | Album di provenienza             |
| ---- | ------------------------------------------------------------ | -------------------------------- |
| 1967 | Följ med mig/Jag var så kär                                  | Agnetha Fältskog                 |
| 1968 | Slutet gott, allting gott/Utan dej mitt liv går vidare       | Agnetha Fältskog                 |
| 1968 | En sommar med dej/Försonade                                  | Agnetha Fältskog                 |
| 1968 | Den jag väntat på/Allting har förändrat sig                  | Agnetha Fältskog                 |
| 1968 | Sjung denna sång/Någonting händer med mig (con Jörgen Edman) | Agnetha Fältskog                 |
| 1968 | Snövit och de sju dvärgarna/Min farbror Jonathan             | Agnetha Fältskog                 |
| 1969 | En gång fanns bara vi två/Fram för svenska sommaren          | Agnetha Fältskog vol. 2          |
| 1969 | Hjärtats kronprins/Tag min hand låt oss bli vänner           | Agnetha Fältskog vol. 2          |
| 1969 | Zigenarvän/Som en vind kom du till mig                       | Agnetha Fältskog vol. 2          |
| 1970 | Om tårar vore guld/Litet solskensbarn                        | Som jag är                       |
| 1970 | Ta det bara med ro/Som ett eko                               | Som jag är                       |
| 1971 | En sång och en saga/Jag ska göra allt                        | Som jag är                       |
| 1971 | Kungens vaktparad/Jag vill att du skall bli lycklig          | När en vacker tanke blir en sång |
| 1971 | Många gånger än/Han lämnar mig för att komma till dig        | När en vacker tanke blir en sång |
| 1971 | Dröm är dröm, och saga saga/Nya ord                          | När en vacker tanke blir en sång |
| 1972 | Sången föder dig tillbaka                                    | När en vacker tanke blir en sång |
| 1972 | Vart ska min kärlek föra/Nu ska du bli stilla                | Agnetha Fältskogs bästa          |
| 1972 | Så glad som dina ögon/Tio mil kvar till Korpilombolo         | Agnetha Fältskogs bästa          |
| 1973 | En sång om sorg och glädje/Vi har hunnit fram till refrängen | Agnetha Fältskogs bästa          |
| 1975 | Dom har glömt/Gulleplutt                                     | Elva kvinnor i ett hus           |
| 1975 | S.O.S. (versione svedese)/Visa i åttonde månaden             | Elva kvinnor i ett hus           |
| 1976 | Doktorn!                                                     | Elva kvinnor i ett hus           |
| 1976 | Tack för en underbar vanlig dag                              | Elva kvinnor i ett hus           |
| 1979 | När du tar mig i din famn/Jag var så kär                     | Tio år med Agnetha               |
| 1981 | Hej mitt vinterland (with Linda Ulvaeus)                     | Nu tändas tusen juleljus         |
| 1987 | Karusellvisan/Liten och trött (with Christian Ulvaeus)       | Kom följ med i vår karusell      |
| 1987 | På söndag/Mitt namn är blom (with Christian Ulvaeus)         | Kom följ med i vår karusell      |

### Singoli in tedesco
| Anno | Titolo                                                                                          |
| ---- | ----------------------------------------------------------------------------------------------- |
| 1968 | Robinson Crusoe/Sonny Boy                                                                       |
| 1968 | Señor Gonzales/Mein schönster Tag                                                               |
| 1969 | Concerto d'amore (versione tedesca di Det handlar om kärlek)/Wie der Wind                       |
| 1969 | Wer schreibt heut' noch Liebesbriefe/Das Fest der Pompadour                                     |
| 1970 | Fragezeichen mag ich nicht/Wie der nächste Autobus                                              |
| 1970 | Ein kleiner Mann in einer Flasche/Ich suchte Liebe bei dir                                      |
| 1972 | Geh' mit Gott/Tausend Wunder (versione tedesca di Jag skall göra allt)                          |
| 1972 | Komm' doch zu mir/Ich denk' an dich (versione tedesca di Han lämnar mig för att komma till dig) |

### Singoli in inglese
| Anno                                                                          | Titolo                                                 | Classifiche | Classifiche | Classifiche | Classifiche | Classifiche | Classifiche | Classifiche | Classifiche | Classifiche | Classifiche | Classifiche | Classifiche | Classifiche | Classifiche | Classifiche | Album di provenienza     |
| Anno                                                                          | Titolo                                                 | SVE         | AUS         | AUT         | BEL         | CAN         | DAN         | FIN         | FRA         | GER         | IRL         | NLD         | NOR         | SWI         | UK          | USA         | Album di provenienza     |
| ----------------------------------------------------------------------------- | ------------------------------------------------------ | ----------- | ----------- | ----------- | ----------- | ----------- | ----------- | ----------- | ----------- | ----------- | ----------- | ----------- | ----------- | ----------- | ----------- | ----------- | ------------------------ |
| 1974                                                                          | Golliwog                                               | —           | —           | —           | —           | —           | —           | —           | —           | —           | —           | —           | —           | —           | —           | —           | /                        |
| 1982                                                                          | Never Again (con Tomas Ledin)                          | 2           | —           | —           | 9           | —           | —           | 8           | 44          | 37          | —           | 19          | 5           | —           | —           | —           | The Human Touch          |
| 1983                                                                          | The Heat Is On                                         | 1           | —           | —           | 2           | —           | —           | 22          | 10          | 20          | 28          | 5           | 1           | 15          | 35          | —           | Wrap Your Arms Around Me |
| 1983                                                                          | Wrap Your Arms Around Me                               | —           | —           | 20          | 1           | —           | —           | —           | —           | 30          | 15          | 4           | —           | —           | 44          | —           | Wrap Your Arms Around Me |
| 1983                                                                          | Can't Shake Loose                                      | —           | 76          | —           | 24          | 23          | —           | —           | 42          | —           | —           | —           | —           | —           | 63          | 29          | Wrap Your Arms Around Me |
| 1983                                                                          | It's So Nice to Be Rich                                | 8           | —           | —           | —           | —           | —           | —           | —           | —           | —           | —           | —           | —           | —           | —           | /                        |
| 1985                                                                          | I Won't Let You Go                                     | 6           | —           | —           | 7           | —           | 1           | —           | —           | 24          | —           | 17          | —           | —           | 84          | —           | Eyes of a Woman          |
| 1985                                                                          | One Way Love                                           | —           | —           | —           | —           | —           | —           | —           | —           | —           | —           | —           | —           | —           | —           | —           | Eyes of a Woman          |
| 1986                                                                          | The Way You Are (con Ola Håkansson)                    | 1           | —           | —           | —           | —           | —           | —           | —           | —           | —           | —           | —           | —           | —           | —           | /                        |
| 1987                                                                          | The Last Time                                          | —           | —           | —           | 24          | —           | —           | —           | —           | 49          | —           | 40          | —           | —           | 77          | —           | I Stand Alone            |
| 1987                                                                          | I Wasn't the One (Who Said Goodbye) (con Peter Cetera) | —           | —           | —           | —           | 93          | —           | —           | —           | —           | —           | —           | —           | —           | —           | 93          | I Stand Alone            |
| 1988                                                                          | Let It Shine                                           | —           | —           | —           | —           | —           | —           | —           | —           | —           | —           | —           | —           | —           | —           | —           | I Stand Alone            |
| 2004                                                                          | If I Thought You'd Ever Change Your Mind               | 2           | —           | —           | 45          | —           | 12          | —           | —           | —           | —           | 20          | —           | 75          | 11          | —           | My Colouring Book        |
| 2004                                                                          | When You Walk in the Room                              | 11          | —           | —           | —           | —           | —           | —           | —           | —           | 50          | —           | —           | —           | 34          | —           | My Colouring Book        |
| 2004                                                                          | Sometimes When I'm Dreaming                            | —           | —           | —           | —           | —           | —           | —           | —           | —           | —           | —           | —           | —           | —           | —           | My Colouring Book        |
| 2013                                                                          | The One Who Loves You Now                              | —           | —           | —           | —           | —           | —           | —           | —           | 71          | —           | —           | —           | —           | —           | —           | A                        |
| 2013                                                                          | When You Really Loved Someone                          | —           | —           | —           | —           | —           | —           | —           | —           | —           | —           | 76          | —           | —           | —           | —           | A                        |
| 2013                                                                          | Dance Your Pain Away                                   | —           | —           | —           | —           | —           | —           | —           | —           | —           | —           | —           | —           | —           | —           | —           | A                        |
| 2013                                                                          | I Should've Followed You Home (with Gary Barlow)       | —           | —           | —           | —           | —           | —           | —           | —           | —           | —           | —           | —           | —           | 99          | —           | A                        |
| 2023                                                                          | Where Do We Go from Here?                              | 8           | —           | —           | —           | —           | —           | —           | —           | —           | —           | —           | —           | —           | —           | —           | A+                       |
| "—" indica una pubblicazione non classificata o non pubblicata in quel Paese. |                                                        |             |             |             |             |             |             |             |             |             |             |             |             |             |             |             |                          |